# Verrerie d'en bas
 (mai 2020).
Améliorez-le ou discutez des points à vérifier. 
La verrerie d'en bas est fondée à Aniche dans le département du Nord par Constant Lemaire en 1854.
Le site industriel de la Verrerie d'en bas est toujours en activité depuis plus de 160 ans après sa création.  La verrerie d'en bas sera l'objet d'une longue transmission familiale puis de nombreuses sociétés utiliseront ce site.

## Contexte
Après la découverte de la houille, à Aniche, le 16 septembre 1778, à la Fosse Sainte-Catherine - Saint-Mathias de la Compagnie d'Aniche du Marquis de Trainel l'industrie verrière se développe à Aniche à partir de 1813-1823, grâce à l'énergie de la houille de terre exploitée à proximité et la mise à disposition gratuitement du réseau ferré de la Compagnie d'Aniche pour l'amenée des matières premières et l'envoi des produits finis.
De nombreuses verreries ouvrières verront le jour à partir de 1848 après la création des ateliers sociaux.Les ateliers sociaux étaient une proposition économique et industrielle pour la France, développée par Louis Blanc dans L'Organisation du travail (1839) et qu'il mit en pratique lorsqu’il fut président de la commission du Luxembourg après la Révolution française de 1848
Le gouvernement provisoire publie un décret rédigé à la hâte par Louis Blanc garantissant le droit au travail :
« Le gouvernement provisoire de la République s'engage à garantir l'existence des ouvriers par le travail. Il s'engage à garantir le travail […] à tous les citoyens. Il reconnaît que les ouvriers doivent s'associer entre eux pour jouir du bénéfice légitime de leur travail. »

## Première verrerie d'en-bas
Il existe en 1953 une  « verrerie d'en bas » gérée par une société d'ouvriers commandités par le gouvernement.

## Constant Lemaire
Fondateurs associés de la verrerie Saint-Martin  Constant Lemaire et Joseph Boucquiaux revendent leurs parts à Henry Delhay en 1854.
Constant Lemaire reprend la même année 1854 la verrerie d'en bas à Aniche.
En 1864, la verrerie devient la verrerie Lemaire Constant, père & fils.
La fille ainée de Constant Lemaire, Désirée (née le 21 février 1843 à Aniche), épouse le 29 août 1865 à Aniche Alexandre Fogt (né le 18 mai 1840 à Fumay, 1er septembre 1907 à Aniche) tandis que la cadette Victorine Lemaire (née le 4 mars 1845 à Aniche, décès 12 février 1868 à Aniche) épousera son beau-frère deux ans plus tard le 1er mai 1867 Louis Fogt (né le 14 novembre 1844 à Fumay, décédé le 8 avril 1915 à Aniche[réf. nécessaire].

## Fogt Frères et H. Lemaire

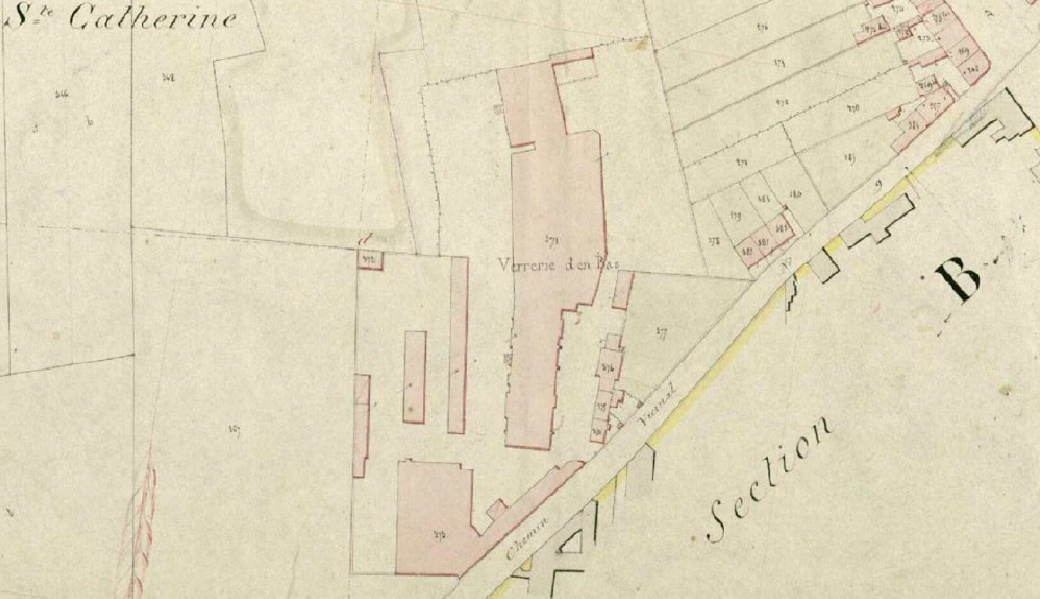
Verrerie d'en bas, cadastre d'Aniche en 1876

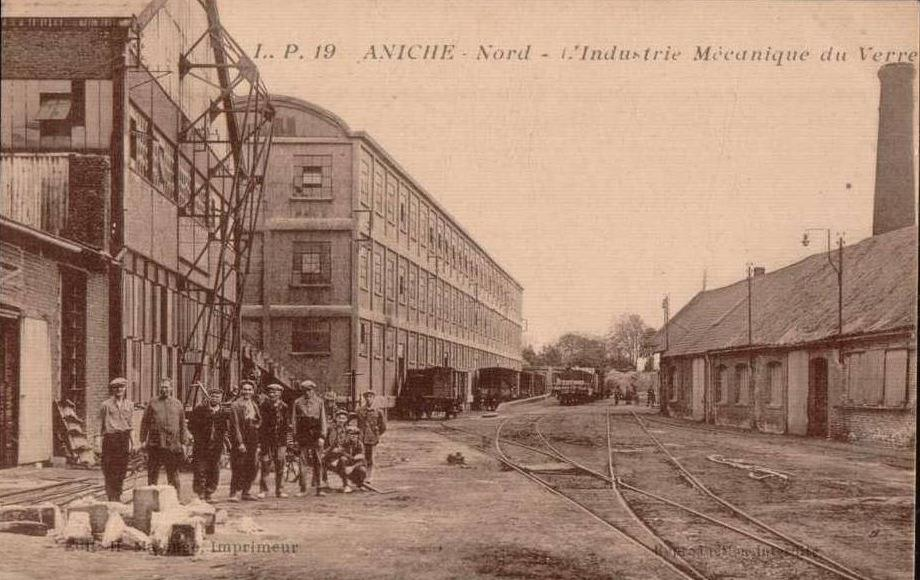
Aniche, Verrerie d'en bas

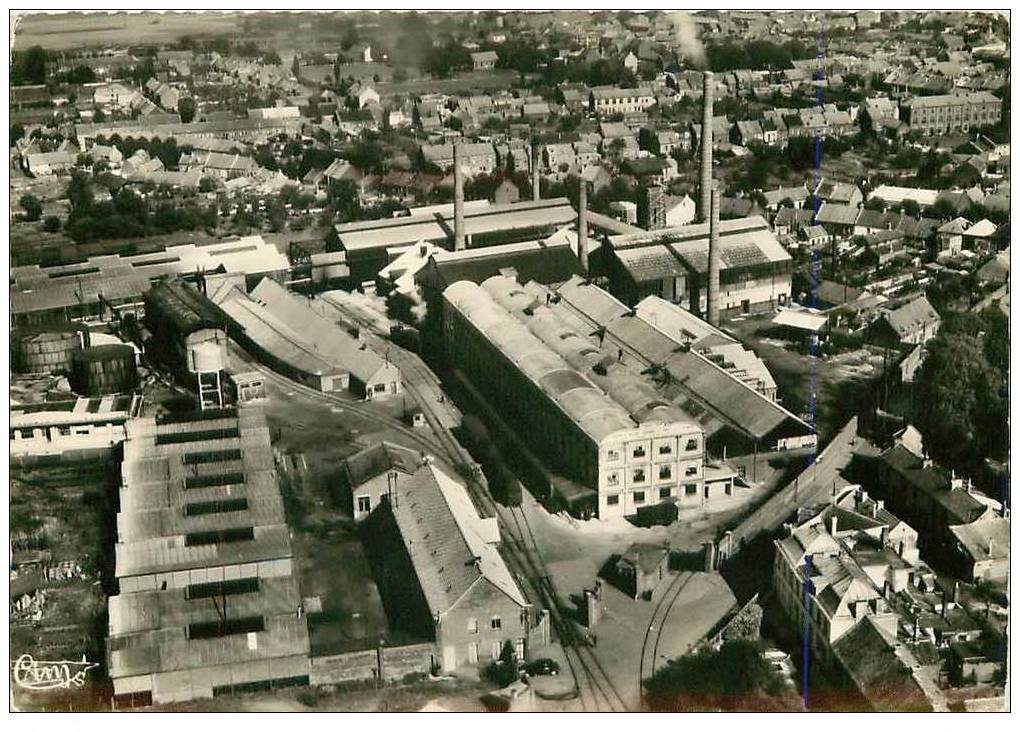
Aniche, Verrerie d'en bas (vue aérienne)

Ainsi, la verrerie d'En-Bas repart sous le nom de Saint-Laurent.
Les frères Alphonse et Louis Fogt s'associent avec Henri Lemaire pour fonder la société Fogt frères et H. Lemaire en 1854.
La verrerie est toujours active en 1874 comme confirmé par une audience le 15/11/1873 au tribunal des Prud'hommes de Douai, Séance présidée par Paul Hayez,.
M. Lemaire cède ses parts aux Frères Fogt le 23 septembre 1881 ; exploitants de la verrerie Saint-Laurent. La société devient Verrerie Frère Fogt et Cie.
La verrerie Victor Fogt et Cie fera faillite le 12 juillet 1893.
En 1909, La verrerie sera reprise par Joseph Lapeyre-Fogt (né le 9 septembre 1857 à Givors), maître de verreries à Penchot dans l'Aveyron qui épouse le 10 juin 1890 à Aniche Victorine Fogt (née le 30 mars 1868 à Aniche), fille d’Alexandre Fogt.[réf. nécessaire]

### Charles Ducret
Charles Ducret (15 juillet 1809 à Faverney, Douai 26 juin 1892[réf. nécessaire]) ; fils de Jean Baptiste et de Françoise Martin ; épouse le 11 novembre 1840 Aldegonde Marguerite Joseph Buisset. Il entre en 27 avril 1839 à la verrerie d'en Haut qu'il quitte comme directeur de la comptabilité à la verrerie d'En-Haut le 1er juillet 1860.
Il est directeur de la Compagnie des mines d'Azincourt en 1864.
En 1860, il fonde deux verreries l'une de gobeleterie à Auberchicourt, les verreries Caton. II va vite s'associer avec un maître-verrier, Auguste Caton, à qui il revendra l'usine en avril 1873. La deuxième verrerie de verres à vitres qu'il fondera en 1873 à Verrerie Ducret d'Aniche, en 1867, il est adjoint au maire d'Aniche de novembre 1875 à janvier 1876 puis conseiller cantonal jusqu'en 1880. Charles Ducret est aussi un maître de verrerie à Aniche, à Auberchicourt, employant environ 290 personnes et au 22 rue d'Infroy à Douai.
Charles Ducret fut nommé Chevalier de la Légion d'Honneur en 1882.

## Compagnies Réunies Des Glaces Et Verres Spéciaux Du Nord De La France
Compagnies réunies des Glaces et Verres spéciaux du Nord de la France. est une société, constituée en 1908, résultant de la fusion de la Compagnie des Glaces et Verres Spéciaux du Nord et de la Compagnie des Glaces et Verres Spéciaux de la France, la première résultant elle-même de la réunion, en 1893, des Glaceries de Jeumont et de Recquignies.
Avant 1914, la Société exploitait trois établissements situés à Jeumont, Recquignies et Boussois. Les trois usines furent détruites entre 1914 et 1918. Tous les efforts de la Société furent concentrés sur la reconstitution de l'usine de Boussois,.

## BSN (Boussois-Souchon-Neuvesel)
Durant la Seconde Guerre mondiale en 1940, « les Allemands qui souhaitent opérer un repartage des richesses européennes correspondant à leur nouvelle puissance militaire, et récupérer ce qu'ils ont dû céder après 1918, les Allemands tentent par un niveau de collaboration de réduire la France à son marché intérieur et à celui de ses colonies. […] ».
En 1977, la production de verre à vitres par le procédé d’étirage vertical Pittsburg est remise en cause par un procédé plus économique et plus qualitatif par flottaison du verre sur de l’étain en fusion, c'est le procédé Float-glass.
En surcapacité de production européenne, une décision doit être prise pour l’affectation du float-glass et Aniche n’est pas retenue. L'arrêt est prévue pour septembre 1978. Dès le 9 mai 1977, Pierre Mauroy, président du conseil régional, vient rencontrer en mairie d’Aniche, après un conseil décentralisé à Valenciennes, les élus et représentants syndicaux.
Les demandes d'emplois non satisfaites de 8,8 % passeront à 12 % pour une cessation partielle et à 14 % dans le cas d'une fermeture totale.
Si de nouvelles activités ne sont pas créées, 700 emplois sont menacés après la fermeture de l’étirage Pittsburg. Les activités de double vitrage et de pare-brises subsisteront.

## AGC Glass Europe
En 1961, les deux plus grands producteurs de verre plat Glaver S.A. et Univerbel S.A. s'associent pour créer Glaverbel. En 1972, le groupe français BSN (Boussois-Souchon-Neuvesel) prend le contrôle de Glaverbel et l'intègre dans sa branche de verre plat. En 1981, BSN se sépare de sa branche de verre plat et Glaverbel est racheté par le groupe japonais Asahi Glass Company (AGC).
Georges Hage, député de Douai le 22 avril 1983, intervient à l'Assemblée nationale sur la politique du groupe Saint-Gobain notamment dans ses engagements vis-à-vis de l'emploi. Il déplore les baisses d'effectifs dans les verreries et signale qu'à Aniche l'usine de Boussois-Aniche importe désormais son verre de Belgique et réclame la création d'un four et d'une chaine de feuilleté pour les glaces feuilletées de l'automobile (usine Renault de Douai).
En 1998, Glaverbel acquiert PPG Glass Industries, notamment en France et en Italie. En 2002, AGC reprend l’intégralité du groupe Glaverbel qui, en 2007, prend le nom d’AGC Flat Glass Europe, puis d’AGC Glass Europe en 2009.
Depuis 1998, l’usine appartient au verrier Glaverbel contrôlé par le japonais Asahi, elle fonctionne d’abord sous le nom de Splintex et aujourd’hui AGC automobiles.
En 2007, le groupe investira 135 millions d'euros dans une deuxième de ligne de verre plat dans son usine de Kline près de Moscou représentant 1 000 t/jour. Une production unique au monde.